# Irlandzka Brygada (Hiszpania)
Irlandzka Brygada (hiszp. Brigada Irlandesa, ang. Irish Brigade, irl. Briogáid na hÉireann) – antykomunistyczna ochotnicza formacja zbrojna złożona z Irlandczyków działająca po stronie wojsk generała Francisco Franco podczas hiszpańskiej wojny domowej.

## Geneza
Po wybuchu w Hiszpanii w połowie lipca 1936 wojny domowej pomiędzy siłami wspierającymi lewicowy rząd a prawicową opozycją, obie strony otrzymały wsparcie militarne z zagranicy. Jednym z jej przejawów było zorganizowanie w Irlandii przez Eoina O’Duffy’ego, przywódcę faszyzującej Narodowej Partii Korporacyjnej (National Corporate Party), grupy ok. 700 swoich zwolenników do walki po stronie gen. F. Franco. W jej skład wchodziła też pewna liczba Anglików. Rząd irlandzki uznał tę akcję za nielegalną, ale nie zahamowało to rekrutacji. Natomiast wspierał ją Kościół katolicki i prawicowa prasa. E. O’Duffy nazywał swoją wyprawę do Hiszpanii „krucjatą”.

## Udział w hiszpańskiej wojnie domowej
Pierwsi ochotnicy na czele z E. O’Duffym wyruszyli z Irlandii 13 listopada. Po przybyciu do Hiszpanii stali się oni 15 Banderą w ramach Hiszpańskiej Legii Cudzoziemskiej, chociaż byli dowodzeni przez własnych oficerów. Przebywali w obozie w Cáceres.
Początkowo frankiści zamierzali użyć Irlandzkiej Brygady do walki z Baskami, ale Irlandczycy odmówili, gdyż widzieli w separatystycznych aspiracjach baskijskich podobieństwo do własnej przeszłości. Poza tym deklarowali oni walkę pod hasłami obrony katolicyzmu a przeciwko komunistom. Ostatecznie, nie odegrali oni żadnej roli podczas zmagań obu stron. Ich jedyna „wojskowa akcja” miała miejsce w lutym 1937, kiedy – podążając na pole bitwy nad rzeką Jarama – zostali przez pomyłkę ostrzelani przez oddziały frankistowskie. Zostali bowiem wzięci za irlandzkich ochotników walczących po stronie republikanów. Po obu stronach było kilku zabitych i rannych. W tej sytuacji Brygada została wycofana na tyły. Generał F. Franco zażądał, aby jak najszybciej powróciła do Irlandii. Większość Irlandczyków na czele z E. O’Duffym zastosowała się do tego, zaś niewielka część, która postanowiła pozostać, została z powrotem wcielona do Hiszpańskiej Legii Cudzoziemskiej.